# Gocycle
 (janvier 2021).

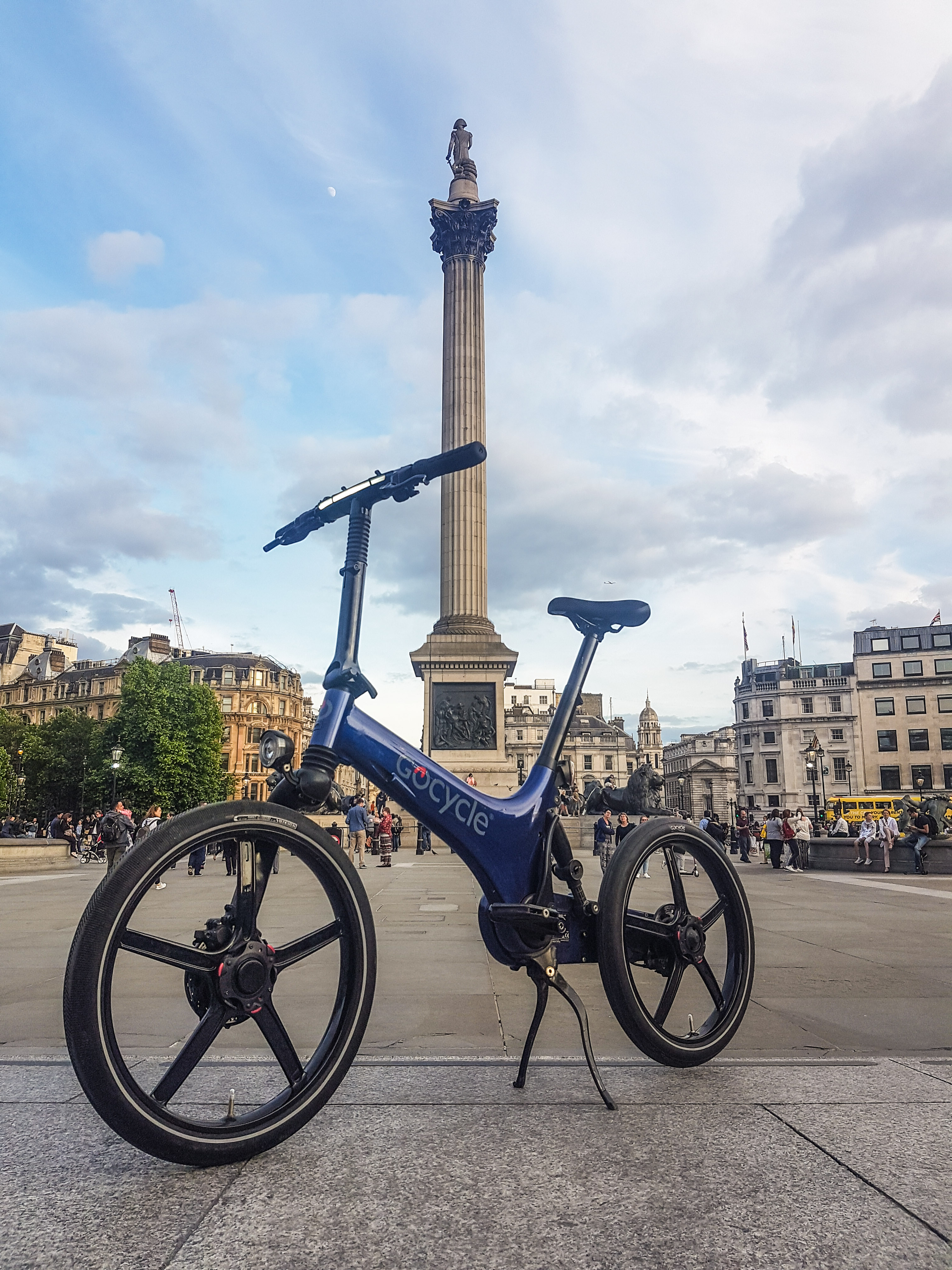
Un Gocycle G3 à Londres.

Les Gocycle sont des modèles de vélos électrique fabriqué par Karbon Kinetics Limited, une société fondée en 2002 par Richard Thorpe, un designer industriel qui a déjà travaillé pour la société de voitures de course McLaren. Le Gocycle a des roues interchangeables à déploiement rapide, un cadre et des roues en magnésium moulé et un système de stockage et de transport à plat, dans lequel le vélo se replie et peut être transporté dans un étui. Le moteur électrique est alimenté par une batterie lithium-ion rechargeable.

## Produits

### Gocycle G1
Le Gocycle G1, plusieurs fois récompensé, a été lancé en Europe pour être acclamé par les médias internationaux, et plus tard cette année-là, le Gocycle G1 a remporté le prix du meilleur vélo électrique à l'Eurobike 2009.

### Gocycle G2
Le Gocycle G2 a été lancé au salon Eurobike 2012, il s'agit du premier vélo électrique de série à être connecté numériquement via Bluetooth et remporte à nouveau le prix du meilleur vélo électrique Eurobike.

### Gocycle G3
Le Gocycle G3 a été lancé en Europe en mars 2016 avec des feux de jour (DRL) inspirés de l’industrie automobile.

### Gocycle GS
Le modèle polyvalent Gocycle GS a été financé avec succès sur Kickstarter en novembre 2016 et a été officiellement lancé en octobre 2017.

### Gocycle GX
Le nouveau Gocycle GX à pliage rapide, qui a fait ses débuts début 2019, peut être plié et rangé en moins de 10 secondes.

### Gocycle G4
Le Gocycle G4 se plie en moins de 10 secondes. Le Gocycle G4 est une évolution du Gocycle GX avec un nouveau moteur, une nouvelle fourche et une batterie 36V. En 2024, 2 modèles sont disponibles : le Gocycle G4i et le Gocycle G4i+. Le Gocycle G4i+ est un Gocycle G4i équipé en plus de jantes en carbone et d’un cadre principal (main frame) en carbone. 